# قائمة المساعدات العسكرية لإسرائيل خلال الحرب الفلسطينية الإسرائيلية
هذه قائمة بالمساعدات العسكرية المعروفة التي قُدّمت لإسرائيل خلال حرب غزة. تشمل هذه القائمة المعدات المُسلّمة، والتدريب، والمعلومات الاستخباراتية، وعلاج الجنود، والدعم اللوجستي، بالإضافة إلى الدعم المالي للحكومة الإسرائيلية.

## القائمة
تم تنسيق المساعدات العسكرية طوال فترة الحرب، في اجتماعات شهرية لمجموعة تنسيق الدفاع الإسرائيلية. وكانت الولايات المتحدة مساهمًا رئيسيًا في تقديم مساعدات عسكرية كبيرة لإسرائيل.

### الولايات المتحدة.
في 7 أكتوبر 2023، بعد ساعات من بدء الحرب على غزة، بدأت الولايات المتحدة في إرسال سفن حربية وطائرات حربية إلى المنطقة، مستعدة لإعطاء إسرائيل كل ما تحتاجه. طلبت إسرائيل من الولايات المتحدة صواريخ اعتراضية من القبة الحديدية، وقال الرئيس جو بايدن إن واشنطن ستوفر بسرعة معدات وموارد إضافية، بما في ذلك الذخيرة، والتي ستصل إلى إسرائيل في غضون أيام. قال وزير الخارجية الأمريكي أنتوني بلينكن إن واشنطن ستقدم "دعمها الكامل" لإسرائيل، مع منصات إطلاق صواريخ موجهة وطائرات مقاتلة من طراز إف-35 من بين المعدات التي يتم إرسالها. في 12 أكتوبر، بدأت إدارة بايدن في إعداد حزمة مساعدات تبلغ قيمتها حوالي 2 مليار دولار كتمويل إضافي لدعم إسرائيل.  في 14 أكتوبر، أرسل البنتاغون فريقًا صغيرًا من أفراد العمليات الخاصة إلى إسرائيل لجمع المعلومات الاستخباراتية. في 15 أكتوبر، أعلن البيت الأبيض أنه سيحاول الحصول على موافقة الكونجرس على حزمة مساعدات أسلحة جديدة بقيمة 2 مليار دولار لإسرائيل وأوكرانيا. بحلول 17 أكتوبر، وصلت خمس شحنات من الأسلحة والمعدات الأمريكية إلى إسرائيل. في 20 أكتوبر، أعلن بايدن أن الأموال الإضافية التي طلب من الكونجرس الموافقة عليها ستصل إلى إجمالي 14 مليار دولار، كجزء من حزمة مساعدات عسكرية بقيمة 105 مليار دولار والتي تناولت أوكرانيا وتايوان وإسرائيل بالإضافة إلى أمن الحدود الأمريكية.
وفي نوفمبر/تشرين الثاني، وافق مجلس النواب الأميركي على خطة جمهورية خصصت 14.5 مليار دولار كمساعدات عسكرية لإسرائيل.
بحلول شهر ديسمبر 2023، زودت الولايات المتحدة إسرائيل بـ 15000 قنبلة و57000 قذيفة مدفعية عيار 155 ملم، نُقلت معظمها على متن طائرات شحن عسكرية من طراز سي-17. كما أرسلت الولايات المتحدة أكثر من 5000 قنبلة غير موجهة من طراز إم كيه 82، وأكثر من 5400 قنبلة إم كيه 84، وحوالي 1000 قنبلة جي بي يو-39 صغيرة القطر.
في 8 ديسمبر، استخدم بايدن سلطة الطوارئ لتخطي مراجعة الكونجرس لبيع حوالي 14000 قذيفة دبابة بقيمة 106.5 مليون دولار للتسليم الفوري إلى إسرائيل. في 29 ديسمبر، استخدمت حكومة الولايات المتحدة مرة أخرى سلطة الطوارئ لبيع إسرائيل قذائف مدفعية وأسلحة ذات صلة بقيمة 147.5 مليون دولار من أجل تجديد مخزونات الأسلحة الإسرائيلية.

## أنظر أيضًا
- دعم الولايات المتحدة لإسرائيل في الحرب الفلسطينية الإسرائيلية 2023